# Leucophenga atrinervis
Leucophenga atrinervis är en tvåvingeart som beskrevs av Toyohi Okada 1968. Leucophenga atrinervis ingår i släktet Leucophenga och familjen daggflugor. Inga underarter finns listade i Catalogue of Life.